# Оман, Кен
Кеннет (Кен) Оман (англ. Kenneth "Ken" Oman; род. 29 июля 1982, Дублин) — ирландский футбольный центральный защитник.

## Карьера

### В клубах
Во взрослом футболе дебютировал в 2001 году выступлениями за дублинский «Богемианс», в котором провел пять сезонов, приняв участие в 69 матчах чемпионата и став чемпионом в сезоне 2002/03.
В сезонах 2006 и 2007 годов Кен выступал за «Дерри Сити», с которым выиграл свои первые трофеи: Кубок Ирландии (2006) и два Кубка ирландской лиги (2006, 2007).
Вернувшись в «Богемианс», Оман выиграл два чемпионских титула (2008, 2009) и ещё по одному Кубку страны (2008) и лиги (2009), а также победил в совместном турнире для лучших клубов обеих Ирландий — Кубке Сентанта Спортс (2009/10). По итогам чемпионского сезона 2009 года был включён в символическую сборную чемпионата, за которую 4 августа 2010 года также сыграл в выставочном матче против «Манчестер Юнайтед» (1:7).
С 2011 по 2013 годы выступал за «Шемрок Роверс», с которым выиграл ещё одно чемпионство (2011) и дважды брал Кубок Сетанта Спортс (2011, 2013), а также в сезоне 2011/12 впервые в истории ирландского футбола добрался до группового этапа Лиги Европы УЕФА, где принял участие в трёх матчах и забил единственный гол своей команды в выездной игре с «Рубином» (1:4).
Сезон 2014 года Кен провёл в «Сент-Патрикс Атлетик», но вышел на поле только в 16 встречах, тем не менее, поучаствовав в выигрыше Кубка и Суперкубка.
В феврале 2015 года на правах свободного агента присоединился к североирландскому клубу «Портадаун», главный тренер Ронни Макфолл заключил с ним полуторагодичный контракт в надежде обрести в его лице лидера в линии обороны команды. В своём дебютном матче за новый клуб Оман забил гол и помог «Портс» выйти в полуфинал Кубка Мид-Ольстера.

### В сборных
На счету Омана 4 матча за молодёжную сборную Ирландии в 2002—2003 годах.

## Достижения

### Командные
Как игрока дублинского «Богемианс»:
- Кубок Сетанта Спортс:
  - Победитель: 2009/10
- Чемпионат Ирландии:
  - Чемпион: 2002/03, 2008,  2009
  - Второе место: 2003, 2010
  - Третье место: 2004
- Кубок Ирландии:
  - Победитель: 2008
  - Финалист: 2001/02
- Кубок ирландской лиги:
  - Победитель: 2009
  - Финалист: 2004

Как игрока дублинского «Дерри Сити»:
- Чемпионат Ирландии:
  - Второе место: 2006
- Кубок Ирландии:
  - Победитель: 2006
- Кубок ирландской лиги:
  - Победитель: 2006, 2007

Как игрока «Шемрок Роверс»:
- Кубок Сетанта Спортс:
  - Победитель: 2011, 2013
- Чемпионат Ирландии:
  - Чемпион: 2011,  2013
- Кубок ирландской лиги:
  - Победитель: 2013
  - Финалист: 2011
- Кубок Ленстера:
  - Победитель: 2012, 2013

Как игрока «Сент-Патрик Атлетик»:
- Суперкубок Ирландии:
  - Победитель: 2014
- Чемпионат Ирландии:
  - Третье место: 2014
- Кубок Ирландии:
  - Победитель: 2014
- Кубок Ленстера:
  - Победитель: 2014

### Личные
Как игрока дублинского «Богемианс»:
- Член символической сборной «Лига Ирландии XI»: 2009